# Schwedenamerikaner

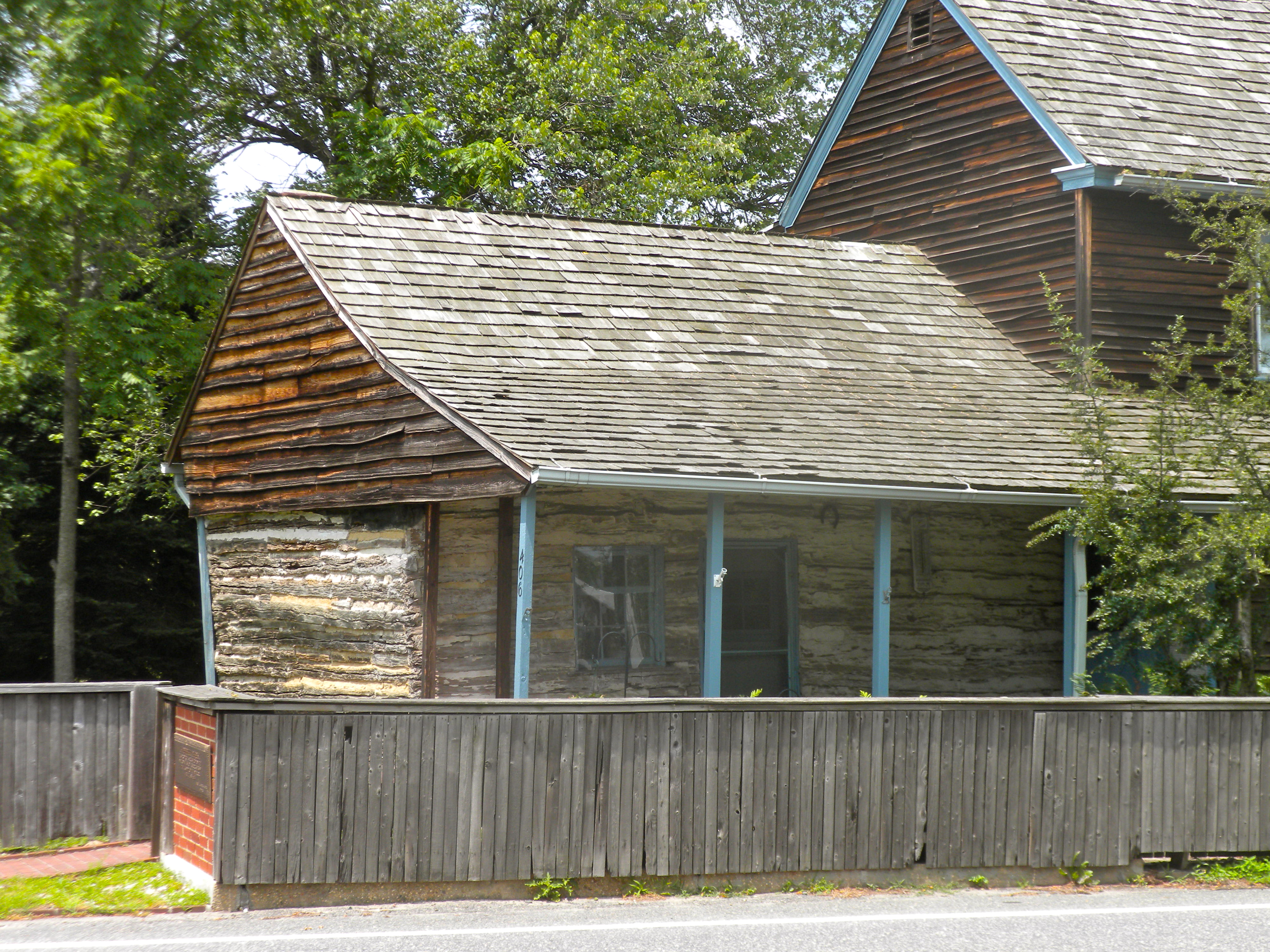
Überrest der Kolonie Neuschweden

Als „Schwedenamerikaner“ bezeichnet man Nordamerikaner schwedischer Abstammung. Eine große Zahl von ihnen, ungefähr 1,2 Millionen, kamen zwischen 1885 und 1915 durch Einwanderung in die Vereinigten Staaten. Die meisten waren Lutheraner und mit Vorgängerorganisationen der heutigen Evangelisch-Lutherischen Kirche in Amerika (ELCA) oder der Lutheran Church-Missouri Synod oder der North American Lutheran Church (NALC) verbunden; einige waren Methodisten. Historisch konzentrierten sich die Schwedenamerikaner auf die Staaten des Mittleren Westens, die Gebiete westlich und nordwestlich von Chicago.

## Kolonisation
Die ersten Schwedenamerikaner waren Siedler in Neuschweden (Nya Sverige). Diese Kolonie wurde von Königin Christina von Schweden 1638 gegründet. Sie befand sich im Gebiet des Delaware Valley am Unterlauf des Delaware River. Neuschweden wurde 1655 von den Niederlanden erobert und ging 1681 in die Dreizehn Kolonien auf. Das Gebiet Neuschwedens wurde zwischen den drei Staaten Delaware, New Jersey und Pennsylvania aufgeteilt. Dennoch blieben viele Schweden und Finnen als Kolonisten zurück. Die kulturelle Präsenz zeigt sich im American Swedish Historical Museum in Philadelphia, Fort Christina State Park in Wilmington, Delaware, Governor Printz Park und The Printzhof in Essington, Pennsylvania.

### Der Mittlere Westen
Die schwedische Emigration in die Vereinigten Staaten erreichte ihren Höhepunkt in den 1880er Jahren. Im Jahr 1896 wurde der amerikanische Wasaorden (Vasa Order of America) gegründet, um Einwanderern die Integration zu erleichtern, da ihnen oftmals ein soziales Netz fehlte. Schwedische Auswanderer kamen gewöhnlich zunächst nach New York City und wanderten dann weiter in den nördlichen Mittleren Westen. Die meisten gehörten einer konservativen evangelischen Kirche an; sie waren oftmals pietistisch ausgerichtet und unterstützten die Prohibition.
Im Jahr 1900 galt Chicago als Stadt mit der zweithöchsten Zahl schwedischer Einwohner nach Stockholm, der Hauptstadt Schwedens. Zu der Zeit gründeten die Schweden die Evangelical Covenant Church und etablierten Institutionen wie das Swedish Covenant Hospital und die North Park University. Viele siedelten sich in Minnesota und Wisconsin an sowie in New York, Pennsylvania, Michigan, Iowa, Nebraska und Illinois. Wie viele norwegische und dänische Einwanderer lebten die meisten Schweden als Bauern (Farmer) wie schon zuvor in Schweden.

### Neuengland
Der Osten, Neuengland, war das Ziel von vielen Facharbeitern aus der Industrie. Sie siedelten sich hauptsächlich in Jamestown, Providence (Rhode Island) und Boston an. Eine kleine schwedische Siedlung wurde auch in New Sweden, Maine, gegründet, als 51 schwedische Siedler in das Waldgebiet kamen, von W. W. Thomas geführt, der sie „mina barn i skogen“ (meine Kinder im Wald) nannte. Siedlungen wie Stockholm, Jemptland und Westmanland entstanden. Die Stadt feiert St. Lucia, Mittsommer und den Gründertag (23. Juli). Es gibt auch hin und wieder Gottesdienste in schwedischer Sprache.
Die größte Siedlung in Neuengland war Worcester, Massachusetts. Viele Schweden zogen hierher wegen der Arbeitsplätze in der Industrie. Am Anfang des 20. Jahrhunderts gab es zahlreiche Kirchenorganisationen, Geschäfte, Wohltätigkeitsvereine, die von Schweden ins Leben gerufen wurden.

### Westküste
Viele Schweden siedelten auch im pazifischen Nordwesten zusammen mit Norwegern (Ballard bei Seattle).

Verteilung von Schwedenamerikanern gemäß der Volkszählung 2000

## Siedlungsschwerpunkte
Folgende Städte bzw. Gebiete gelten als Siedlungsschwerpunkte: Silverhill (Alabama); Cambridge (Minnesota); Lindstrom (Minnesota); Karlstad (Minnesota); Lindsborg (Kansas); Gothenburg (Nebraska); Oakland (Nebraska); Andover (Illinois); Kingsburg (California); Bishop Hill (Illinois); Jamestown (New York); Westby (Wisconsin), bestimmte Teile von Zentraltexas mit New Sweden und Georgetown sowie Gebieten in Maine: New Sweden, Stockholm, Jemptland und Westmanland.

## Schwedisch in den USA
Bei der Volkszählung 2000 gaben 3,9 Prozent der US-Bevölkerung eine skandinavische Abstammung an (einschließlich norwegischer, dänischer, finnischer und isländischer Herkunft). Nach Angaben aus dem Jahr 2005 sprachen 56.324 Amerikaner Schwedisch als Haussprache neben Englisch, im Jahr 2000 waren es noch 67.655 Personen gewesen. Die meisten davon waren Neueinwanderer. Schwedisch-amerikanische Gemeinden waren oft bis etwa 1920 englischsprachig geworden. Die schwedische Sprache wird kaum auf der Highschool oder den Colleges unterrichtet. Schwedischsprachige Zeitungen und Zeitschriften sind selten.

## Schwedenamerikaner nach US-Bundesstaat
In den folgenden US-Bundesstaaten leben die meisten schwedischstämmigen Amerikaner.
1. Minnesota     9,9 %
2. North Dakota  5,0 %
3. Nebraska      4,9 %
4. Utah          4,3 %
5. South Dakota  3,9 %
6. Washington    3,6 %
7. Idaho         3,5 %
8. Wyoming       3,5 %
9. Montana       3,4 %
10. Iowa          3,3 %

## Schwedische Kultur in Nordamerika ab 1940
Nach 1940 wurde Schwedisch in den Highschools und Colleges selten unterrichtet und die schwedischsprachigen Zeitungen und Magazine wurde fast alle eingestellt. Einige kleinere Städte in den USA haben ein paar typische schwedische Charakteristika bewahrt. Lindsborg in Kansas ist hierfür repräsentativ. Es wurde von Lutheranern 1869 gegründet, die Land von der Kansas Pacific Railroad kauften; heute ist die Stadt als „Little Sweden“ bekannt.

## Organisationen zum Erhalt der schwedischen Kultur
- American Swedish Institute, Minneapolis
- American Swedish Historical Museum, Philadelphia
- Concordia Language Villages (Schwedisches Sprachcamp)
- Nordstjernan (newspaper), New York (englischsprachige Zeitung für Schwedenamerikaner)
- Swedish American Chamber of Commerce (SACC), Washington DC
- Swedish Council of America (SCA), Minneapolis
- Scandinavian American Cultural and Historical Foundation (SACHF), Thousand Oaks
- The American-Scandinavian Foundation, New York
- Vasa Order of America
- Vasa National Archives, Bishop Hill

## Primärliteratur
- H. Arnold Barton (Hrsg.): Letters from the Promised Land: Swedes in America, 1840–1914. University of Minnesota Press, Minnesota 1975, ISBN 0-8166-0740-0.
- Lintelman, Joy K. ed. I Go to America: Swedish American Women and the Life of Mina Anderson (2009)